# Wilhelm Herrenknecht

Wilhelm Herrenknecht, 1929

Wilhelm Herrenknecht (* 19. Mai 1865 in Nonnenweier; † 4. März 1941 in Freiburg im Breisgau) war ein deutscher Arzt, Zahnmediziner und Hochschulprofessor.

## Leben und Wirken
Das Geschlecht der Herrenknechts stammt aus Allmannsweier und lässt sich dort bis ins 14. Jahrhundert zurückverfolgen. Wilhelm Herrenknecht wurde als siebtes Kind von Johann und Barbara Herrenknecht geboren. 1886 schloss er mit dem Abitur am Freiburger Berthold-Gymnasium seine Schulzeit ab. Anschließend studierte er bis 1891 an den Universitäten in Freiburg und München Medizin. „Behandlung von Carcinomatöser Strictur des Halsteils des Oesophagus“ lautete das Thema seiner Inaugural-Dissertation.
Von 1891 bis 1892 arbeitete er als Assistenzarzt an der Freiburger Universitätsaugenklinik. 1892 ging er als Assistenzarzt an das Städtische Krankenhaus in Karlsruhe.
1894 ließ er sich für sechs Jahre als Praktischer Arzt in Donaueschingen nieder.
Von 1899 bis 1900 studierte er an der Universität Straßburg Zahnheilkunde.
Auf Drängen der Universität Freiburg habilitierte er sich 1903 mit der Arbeit Über Äthylchlorid und Äthylchloridnarkose – Für Ärzte und Zahnärzte und entwickelte 1904 eine moderne Technik des Chloräthylrausches, so dass er anschließend seine Hochschullaufbahn beginnen konnte. Schon am 11. April 1904 konnte er dann das erste Freiburger zahnärztliche Universitätsinstitut eröffnen, das er 31 Jahre bis zu seiner Emeritierung 1934 leitete.
Anfangs war die Ausstattung des Instituts sehr bescheiden. So standen 1904 für Operationen nur sieben Ölpumpstühle und drei einfachere Holzstühle zur Verfügung. Herrenknecht erreichte, dass bis 1912 weitere Behandlungsstühle, 20 Tretbohrmaschinen, ein Röntgenapparat und anderes mehr gekauft werden konnten. Hinzu kam noch die Ausrüstung mit Plombierinstrumenten sowie für zahntechnische Arbeiten. Unter den geschilderten schwierigen Umständen hat es Herrenknecht in diesen 30 Jahren geschafft, eine moderne Klinik und viel besuchte Ausbildungsstätte aufzubauen, die den Vergleich mit keinem anderen zahnärztlichen Universitätsinstitut zu scheuen braucht und heute eine führende Rolle auf ihrem Gebiet in der Bundesrepublik innehat. Seine Behandlungserfolge wurden dabei allgemein anerkannt, und viele deutsche und schweizerische Ärzte wie Zahnärzte besuchten „sein“ Institut, um sich mit den in der Klinik geübten Behandlungsmethoden bekannt zu machen.

### Der Klinikbetrieb in der Zeit während des Ersten Weltkrieges
Während des Ersten Weltkrieges stieg die Zahl der gleichzeitig in Behandlung stehenden Mund- und Kieferschussverletzten bis auf 120 Personen pro Tag an. Die Arbeitslast, die in diesen vier Jahren auf den Schultern von Herrenknecht lastete, wird deutlich dadurch belegt, dass bis zum Juni 1918 fast 700 Verwundete mit Kieferverletzungen und über 8.000 Soldaten in mehr als 50.000 Sitzungen der zahnärztlichen Poliklinik Behandlung und Hilfe fanden.

### Privates
Am 2. Dezember 1893 heiratete er die Freiburger Arzttochter Mathilde de Beauclair. Sein Schwager war der Bergsteiger, Ballonfahrer und Skipionier Victor de Beauclair.

## Lehre und Forschung
Wilhelm Herrenknecht war ein vortrefflicher akademischer Lehrer, der vor allen Dingen das wirkliche Leben auch in seiner Unterrichtstätigkeit pulsieren ließ. In seinen Vorlesungen legte er ganz besonderen Wert darauf, das Verständnis für die engen Zusammenhänge zwischen Gesamtmedizin und der Zahnheilkunde aufzuzeigen und zu verdeutlichen.
Dass die richtige Zahnpflege vor Erkrankung der Zähne und der Mundhöhle schützt, ist eine altbekannte Tatsache. Auch Herrenknecht wies schon frühzeitig auf die enorme Bedeutung der Zahnpflege als Prophylaxe hin. In der schweizerischen Vierteljahresschrift für Zahnheilkunde veröffentlichte er 1910 einen Aufsatz unter dem Titel „Zur Prophylaxe der Zahnkaries“. In dieser Publikation weist er in klaren, ganz auf das Wesentliche gerichteten Zeilen auf die enorme Bedeutung der Zahnpflege hin und untermauert dies mit verschiedenen bakteriell-histologischen Studien.
Herrenknecht kann jedoch auch für sich beanspruchen, dass er als einer der ersten erkannt hat, dass durch eine von einem Krankheitsherd ausgehende Infektion eine Allgemeinerkrankung entstehen kann, und hat dies schon 1910 mit eigenen Beobachtungen (Rheumatismusausheilung durch Behandlung pulpatoter Zähne) belegt. Er hat damit gezeigt, wie man bei sogenannten Herdkrankheiten (Focaltoxikosen) therapeutisch hilfreich eingreifen kann.

## Standesvertretung
Von 1926 bis 1928 war Herrenknecht Vorsitzender des „Zentralvereins Deutscher Zahnärzte“ (heute „Deutsche Gesellschaft für Zahn-, Mund- und Kieferheilkunde e. V. (DGZMK)“). Herrenknecht beantragte am 16. Juli 1937 die Aufnahme in die NSDAP und wurde rückwirkend zum 1. Mai desselben Jahres aufgenommen (Mitgliedsnummer 4.715.504).

## Auszeichnungen
1920 verlieh ihm die Universität Freiburg den neu geschaffenen Dr. med. dent. honoris causa.